# 21
Évszázadok: i. e. 1. század – 1. század – 2. század
Évtizedek: i. e. 20-as évek – i. e. 10-es évek – i. e. 1-es évek – 1-es évek – 10-es évek – 20-as évek – 30-as évek – 40-es évek – 50-es évek – 60-as évek – 70-es évek
Évek: 16 – 17 – 18 – 19 –  20 – 21 – 22 – 23 – 24 – 25 – 26

## Események

### Római Birodalom
- Tiberius császárt (negyedszer; helyettese júliustól Mamercus Aemilius Scaurus) és fiát, Drusus Iulius Caesart (helyettese Cnaeus Tremellius) választják consulnak.
- A rómaiak Vannius vezetésével kvád ütközőállamot hoznak létre a mai Szlovákia területén.
- Iulius Sacrovir vezetésével fellázad a gall Aedui törzs, mert a rómaiak elkobozták nemeseik vagyonát és tiltották vallásuk gyakorlását. Elfoglalják Augustodunumot, de Caius Silius, Germania Superior helytartója két légióval leveri a felkelést.
- Tacfarinas berber lázadó békét kér a császártól. Tiberius felháborodik, hogy egy dezertőr békeszerződést akar kötni vele és Quintus Iunius Blaesusra bízza a felkelés kezelését, aki az addigi africai erők mellé egy újabb légiót kap. Blaesus számos apró erődítményt emel, ahová szétosztja a légiók centuriáit, megakadályozva így Tacfarinas zsákmányszerző betöréseit.
- Lázadás tör ki II. Roimétalkész trák klienskirály ellen, aki Philippopoliszba menekül és a rómaiak segítségével kerül vissza a trónjára.
- Rómában felépül a praetoriánus gárda kaszárnyája a Quirinalis dombon.

### Kína
- Meghal Vang Mang császár felesége. A császár az egyik udvarhölgyétől megtudja, hogy fiatalabbik fia, Vang Lin, akit az előző évben megfosztott trónörökösi pozíciójától, bosszúból meg akarja gyilkolni. A császár öngyilkosságra kényszeríti a fiát. Az év végén idősebbik, fia, Vang An trónörökös váratlanul meghal és Vang Mang törvénytelen fiait nevezi ki utódjának.

### Germánia
- Arminiust, a heruszkok királyát ellenségei meggyilkolják, mert attól tartanak hogy túl nagyra nő a hatalma.

## Halálozások
- Arminius, germán hadvezér
- Publius Sulpicius Quirinius, római politikus
- Clutorius Priscus, római költő

## Fordítás
- Ez a szócikk részben vagy egészben  a(z)   21 című francia Wikipédia-szócikk ezen változatának fordításán alapul.  Az eredeti cikk szerkesztőit annak laptörténete sorolja fel. Ez a jelzés csupán a megfogalmazás eredetét és a szerzői jogokat jelzi, nem szolgál a cikkben szereplő információk forrásmegjelöléseként.